# Oskar Grosberg

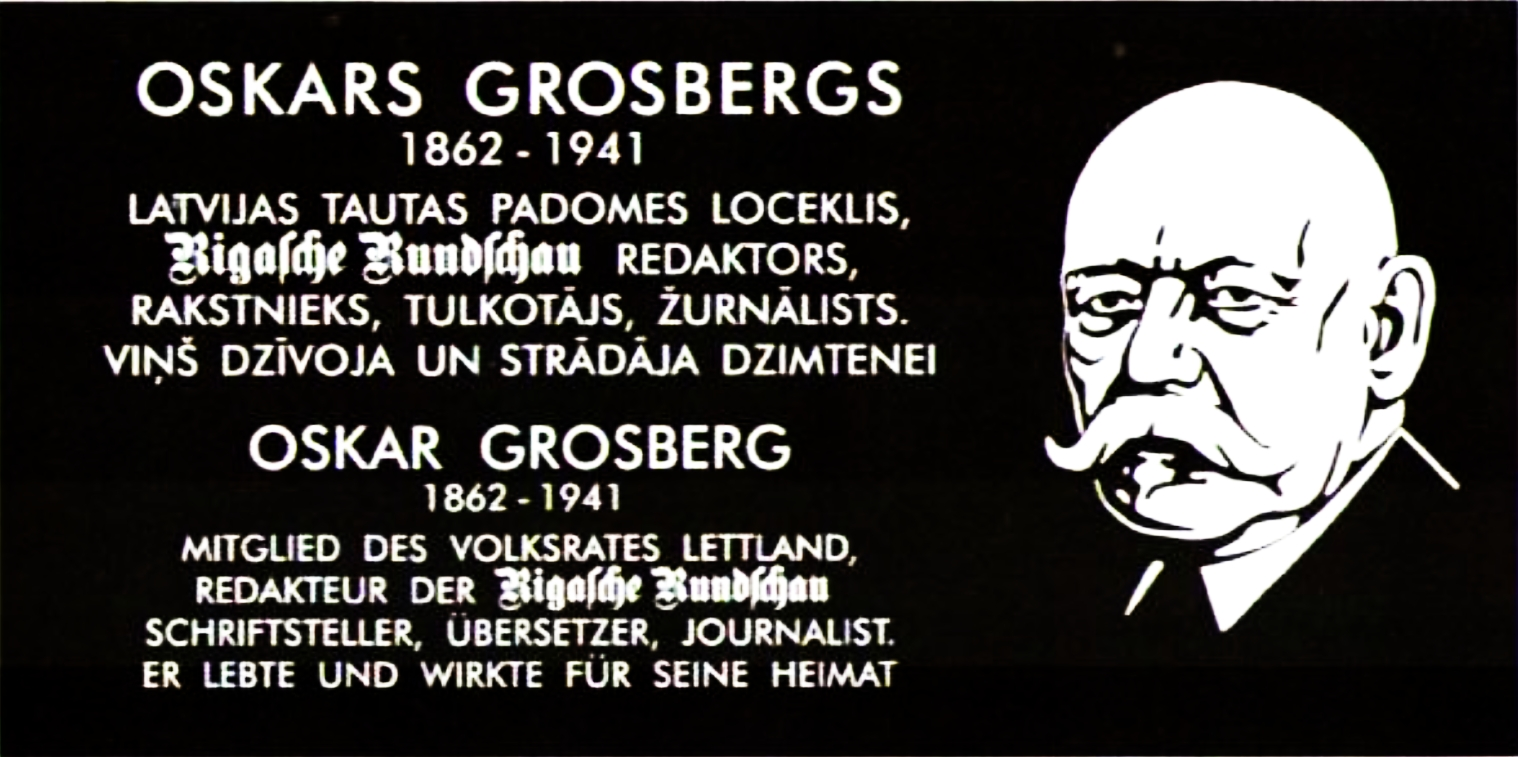
Gedenktafel für Oskar Grosberg am ehemaligen Redaktionsgebäude der Rigaschen Rundschau (heute Hotel Gūtenberg) in der Mūku iela (dt. Mönchenstraße) in Riga

Oskar Johann Martin Grosberg (* 20. Märzjul. / 1. April 1862greg. in Adiamünde (lett. Skulte, Gouvernement Livland, heute Bezirk Limbaži); † 10. März 1941 in Berlin) war ein deutsch-baltischer Schriftsteller, Journalist und Politiker. Gelegentlich wird er als Oskar Großberg zitiert; in lettischen Texten als Oskars Grosbergs.

## Leben
Oskar Grosberg war der Sohn des Gutspächters Martin Grosberg lettischer Herkunft und dessen Frau Anna geb. Ickner. Er besuchte das Stadtgymnasium in Riga, dann das Gouvernements-Gymnasium in Mitau (lett. Jelgava). Wegen finanzieller Notlage des Elternhauses musste er die Schulbildung vorzeitig abbrechen. Er betätigte sich als Buchhändler in Riga und lernte Landwirtschaft bei seinem Vater.
Nach einem Einsatz als Gutsverwalter wurde er Beamter im Verkehrsministerium in Sankt Petersburg und fand dort zu seiner Lebensaufgabe als Journalist. Er wurde Mitarbeiter der Zeitung St. Petersburger Herold und war ab 1892 „Disponierender Redakteur“ der St. Petersburger Zeitung, vor allem Theater- und Ballett-Kritiker. Von St. Petersburg aus war er Korrespondent für reichsdeutsche Zeitungen, von 1912 bis 1915 für die Deutsche Monatsschrift für Russland. 1898 heiratete er Wanda (Vanda) Bartelsen, die 1934 starb. Der gemeinsame Sohn Werner Grosberg war ebenfalls langjähriger Redakteur bei der Rigaschen Rundschau. 
1916 kehrte Oskar Grosberg nach Riga zurück, wo er bis zur Umsiedlung 1939 blieb. Von 1916 bis 1939 war er Redakteur der Rigaschen Rundschau, mit einer Unterbrechung von 1918 bis 1919. Eine langjährige Freundschaft verband ihn mit Paul Schiemann, dem  Chefredakteur der Rigaschen Rundschau. In dieser Umbruchszeit, als Lettland seine Unabhängigkeit gewann, war er Schriftleiter der Baltischen Zeitung, eines neu gegründeten „liberalen“ Blattes, und Herausgeber der Baltischen Heimat. Sehr populär wurden seine Kunst- und Theaterkritiken und Feuilletons.
Von 1918 bis 1920 vertrat er im Temporären Volksrat Lettlands die Deutsch-baltische Fortschrittliche Partei. Von 1920 bis 1922 war er Geschäftsführer des Ausschusses der deutschbaltischen Parteien (A.P.) Diese Aufgabe musste er abgeben, da sie ihm zu wenig Freiraum für seine Arbeit als Journalist ließ. 1923 wurde dieses Amt durch einen hauptamtlichen Politiker besetzt.
Als Gründungsmitglied des Vereins deutscher Journalisten nahm er eine Mittlerrolle zwischen Deutschen und Letten ein. Als Angehöriger des Präsidiums des PEN-Clubs Lettlands arbeitete er in lettischer Sprache an der Zeitung Brihwà Seme (Brīvā Zeme / Freies Land) des lettischen Bauernbundes mit.
Grosberg schrieb das Libretto zu dem lettischen Ballett Ilga, das mit der Musik von Jānis Vītoliņš mit großem Erfolg in der Nationaloper in Riga aufgeführt wurde. Nach der durch den Hitler-Stalin-Pakt erzwungenen Umsiedlung 1939 arbeitete er in Berlin für verschiedene Zeitungen, u. a. für den Kulturteil des Berliner Börsenkuriers und der Frankfurter Zeitung.

## Beziehungen zur lettischen Literatur
In der Zarenzeit waren die Menschen lettischer Sprache überwiegend landwirtschaftlich tätig, ob als Kleinbauern oder abhängig auf Gutshöfen unter deutschbaltischer Herrschaft. Diese Lebenswelt schilderten die Brüder Reinis Kaudzīte (1839–1920) und Matīss Kaudzīte (1848–1926) bereits im ersten Roman in lettischer Sprache Mērnieku laiki (1879, Landvermesserzeiten). Ebenfalls aus eigener Erfahrung schrieb Rūdolfs Blaumanis (1863–1908) so populäre Stücke wie Indrāni (1904, Die Indrans). Die deutsche Übersetzung besorgte der Autor selbst, während ein weiteres Schauspiel dieses Autors von Grosberg übersetzt wurde: Pazudušais dēls / Der verlorene Sohn. Auch Jānis Jaunsudrabiņš (1877–1962) schilderte das Landleben in seinen Büchern. Sein Roman Aija aus dem Jahr 1911 erschien 1922 in Grosbergs Übersetzung.
Grosberg war in beiden Welten zuhause, in der lettischsprachigen und in der deutschsprachigen. Dadurch hatte er Kontakt zu zeitgenössischen Schriftstellern beider Welten. Sein bekanntester Roman Meschwalden handelt vom Leben auf einem typischen lettischen Gutshof. Das gleiche Thema verwendete auch Jēkabs Janševskis (1865–1931) in seinem populärsten Roman Dzimtene (1925). Beide Schriftsteller schöpften aus eigenen Erfahrungen vom Leben auf dem Gutshof. Edvarts Virza (1883–1940) nahm diese Romane als Vorbild zu seinem Hauptwerk Straumēni (1933), das bereits 1934 in Willi Stöpplers deutscher Übersetzung unter dem Titel Straumehni. Eines alten semgallischen Gehöftes Jahreslauf erschien sowie 1935 unter dem Titel Die Himmelsleiter. Stöpplers Übersetzung entstand sicher nicht ohne Zutun von dessen Schwiegervater Jānis Jaunsudrabiņš, womit sich der Kreis schließt und Grosbergs Rolle als Kulturmittler veranschaulicht wird.
Siegfried von Vegesack prägte in seiner Baltischen Tragödie den Begriff von der „gläsernen Wand“: der Trennung zwischen der lettischen und der deutschbaltischen Bevölkerung. Grosberg gilt als einer der wenigen, die zu deren Überwindung beigetragen haben.

## Auszeichnungen
Während der Zeit der unabhängigen Republik Lettland wurde er zweimal mit dem Drei-Sterne-Orden ausgezeichnet:
- 1930 mit dem IV. Grad
- 1937 mit dem III. Grad.

Seit 2011 erinnert eine Gedenktafel am ehemaligen Redaktionsgebäude der Rigaschen Rundschau (Domplatz 1 / Mūku iela, Riga) an Oskar Grosberg.

## Werke  (Buchausgaben)
- Russische Schattenbilder aus Krieg und Revolution. Verlag Amelang, Leipzig 1918. (Digitalisat in der Staatsbibliothek Berlin).
- Meschwalden. Ein altlivländischer Gutshof im Kreislaufe des Jahres. Verlag Löffler, Riga 1922. (Spätere Ausgaben wurden teilweise gekürzt. Eine vollständige Ausgabe erschien im Verlag v. Hirschheydt, Hannover ca. 1968). Lettische Ausgaben: Oskars Grosbergs: Mežvalde bei Valters un Rapa, Riga 1928;  bei Gulbis, Riga 1942 (mit den Illustrationen von Sigismunds Vidbergs); bei v. Hirschheydt, Aizpute 2005.
- Nitschewó. Kulturbilder aus einem versunkenen Reich. Verlag Ruetz, Riga 1926.(Nachdruck Verlag v.Hirschheydt, Hannover 1960)
- Die Presse Lettlands. Mit einem geschichtlichen Rückblick. Baltischer Verlag, Riga 1927.
- Paul v. Kügelgen und die St. Petersburger Zeitung zu Ende des vorigen Jahrhunderts. Erinnerungen.  Berlin 1928.
- Guckkasten. Baltische Erzählungen. Verlag Ruetz. Riga 1929 und Verlag v. Hirschheydt, Hannover-Döhren 1963.
- Lettland, Land und Leute. Plauderbuch. Mit Zeichnungen von Siegfried Bielenstein. Verlag Ruetz, Riga 1930.(Mehrere Nachdrucke wurden verlegt)
- Strypin. Roman aus dem kaiserlichen Petersburg. Baltischer Verlag, Riga 1930.
- Meine Freunde unter den Tieren. Kleine Geschichten von großen und kleinen Tieren. Verlag Ruetz, Riga 1934.
- Pension Tampin. Eine lustige Sommergeschichte in Livland. Verlag Ruetz, Riga 1934.
- Kunterbunt. Erinnerungen. Verlag Ruetz, Riga 1937.
- Elsa Thode. Die Geschichte einer Ehe. Verlag Ruetz, Riga 1938.
- Semgallische Erzählungen. Manuskript, 1938. Nur die lettische Übersetzung von Olģerts Liepiņš wurde gedruckt: Zemgales stāsti, Verlag Valters un Rapa, Riga 1938.[14][15]

## Übersetzungen aus dem Lettischen
- J. Jaunsudrabin (Jānis Jaunsudrabiņš): Aija. Verlag Gulbis, Riga 1922.
- Andrejs Upīts: Jeanne d'Arc (Žanna darka). Tragödie. Verlag Gulbis, Riga 1934.
- Kārlis Skalbe: Die Meerjungfrau (Jūras vārava), Märchensammlung. Verlag Zeltā Ābele, Riga 1939.
- Rūdolfs Blaumanis Der verlorene Sohn (Pazudušais dēls), Theaterstück, 1931. Übersetzung als Manuskript.
- Jēkabs Līgotnis (Līgotņu Jēkabs): In Bieranti (Bierantos), Bauerndrama, 1938. Übersetzung als Manuskript.[16][17]
- Richard Waldess (Rihards Valdess, eig. Rihards Bērziņš): Teerjacken (Jūras vilki, 1930), Roman. 1934 in Fortsetzungen erschienen in der Rigaschen Rundschau.

Zumindest zwei weitere Übersetzungen lettischer Literatur von Oskar Grosbergs waren geplant, sind jedoch nicht erschienen. So heißt es im Ilustrēts Žurnāls Nr. 7/1925: „Lai mūsu rakstnieku labākiem darbiem atvērtu ceļu uz Vakareiropu, Leta izdos Janševska Dzimteni vācu (Oskara Grosberga) tulkojumā. Pirmais sējums iznāks visdrīzākā laikā.“ (Um den besten Werken unserer Schriftsteller den Weg nach Westeuropa zu ebnen, wird die LETA Jēkabs Janševskis’ [vierteiligen Roman] Dzimtene (Heimat) in deutscher Übersetzung (von Oskar Grosberg) herausgeben. Der erste Band erscheint in allernächster Zeit.)
In ihrer Rezension des Romans Jauna valsts (Ein neuer Staat) von Ansis Gulbis in der Izglītības Ministrijas Mēnešraksts (Monatsschrift des Bildungsministeriums) Nr. 4/1932 urteilt Zenta Mauriņa: „Gulbja romāns rakstīts Eiropas masštabā, tādēļ arī saprotams, ka Grosbergs to tulko vācu […] valodā“ (Gulbis’ Roman hat europäisches Format, weshalb es verständlich ist, dass Grosberg ihn ins Deutsche übersetzt).

## Sonstige Werke
- Außer den Buchausgaben erschienen zahlreiche Arbeiten in Periodika (Zeitungen, Zeitschriften, Kalender) und Feldpostausgaben[20].
- Als Herausgeber mit Carlo v. Kügelgen und Heinrich Pantenius: Deutsches Leben im alten St. Petersburg. Ein Buch der Erinnerung. Riga 1930 und Verlag v.Hirschheydt, Hannover-Döhren 1983.
- Libretto zum Ballett Ilga (4 Aufzüge und 5 Bilder), Musik: Jānis Vītoliņš[21], Choreographie: Osvalds Lēmanis, Bühnenbild und Kostüme: Niklāvs Strunke; das Ballett erlebte 1937 insgesamt 23 Aufführungen.[22][23]
- Libretto zum Ballett Maija, Turaidas Roze (Maija, Rose von Treyden, 1924–1926). Die Musik des Komponisten Emilis Jūlis Melngailis (1874–1954) blieb unvollendet[24].